# 織田信長 (1989年のテレビドラマ)
『織田信長』（おだのぶなが）は、1989年1月1日にTBSで放映されたTBS大型時代劇スペシャルである。

## 概要
織田信長が「大うつけ」と呼ばれていた若殿時代から、戦国大名に成長し、やがては天下人と目される大大名に成長するまでを描く。
天文17年（1548年）に起こった、信長の父・織田信秀と今川義元との戦いである第二次小豆坂の戦いからストーリーが始まる。父より織田家の家督を継ぎ、義父の斎藤道三をはじめとした人々との出会いを経て戦国大名として成長し、天下布武への道をひた走り、天正7年（1579年）の安土城完成直後で終わる。信長が命を落とす本能寺の変や、その後の豊臣秀吉（木下藤吉郎）、徳川家康（松平元康）による天下統一はナレーションで触れられる。
物語前半の見所は桶狭間の戦い、後半は小谷城の戦いに至る朝倉・浅井氏との対決である。
1960年代以降のNHK大河ドラマへの信長の頻繁な登場もあり、信長の一般知名度は既に極めて高かったが、信長を単独主人公に据えたテレビドラマは久々であった（1960年代民放ドラマ以来）。

## あらすじ
物語は、小豆坂の戦いに敗れて矢傷を負った織田信秀が、三河から尾張に撤退する場面からシーンから始まる。当時、信秀の嫡男・信長は那古野城主であったが、犬千代（前田利家）や勝三郎（池田恒興）らを引き連れて領内を遊び歩いていた。放蕩無頼に見えるその言動の陰で、信長は領内を見回ったり、百姓を交えた戦遊びで戦いに有利な長槍の効果を確かめたりして、将器を養っていた。ある時信長は犬千代らを連れ、隣国・美濃を治める斎藤道三の本拠である稲葉山城下へと足を運び、その繁栄ぶりを見て道三に興味を持つ。城下町を取り仕切り、畿内などとも商いを広げる代官は「鬼阿弥」と呼ばれ恐れられていた。その配下に正体を見破られた信長は、鬼阿弥の屋敷まで同道させられる。鬼阿弥の正体は、道三と昵懇な美しい女性おこよであった。 その屋敷では南蛮渡来の珍品が所狭しと置かれていた。おこよから信長は当時泉州・堺の町で流行していた抹茶をふるまわれ、その椀の高台部分に銘されていた「天下布武」の文字に目を留める。「天下布武」とは武力をもって天下を制する、という意味だが、この天下布武の茶碗は道三も大のお気に入りであるという。おこよはその後も度々登場し、国内外の情報や人脈、南蛮渡来物を与えてくれる。稲葉山城下で信長は、商人の木下藤吉郎と出会う。侍としての仕官を懇願する藤吉郎に、信長はある課題を与える。
信長の能力の高さを認め、人一倍信じているものの、その真意を図りかねる傅役家老の平手政秀は、信長に諫言する日々であった。古渡城の信秀を訪ねた信長は、鉄砲を買い揃えるための金の無心をするが、一喝される。母・土田御前は信長より弟・織田信行を溺愛しており、家督相続についても信長より信行を推すが、信秀は一蹴する。なかなか素行が落ち着かない信長を案じた政秀は信秀に相談する。「女子を与えてみよ」と言われ、色々試してみたが逆に信長に叱責される。挙句の果てに「蝮（＝“美濃の蝮”と称された斎藤道三）の娘を連れて来い」と言われ、政秀は美濃に赴いて、苦心の末に道三の娘・濃姫との婚儀をまとめた。
堀田道空率いる濃姫輿入れ行列を荒々しく出迎え、濃姫の輿を強奪して来るような信長の行動に、父・信秀は膝を叩いて喜び、母・土田御前は眉をひそめる。そんな時、信秀が急死する。信長は葬儀に遅刻し、「早すぎるわ」と一喝すると抹香を位牌に投げつけて、父への愛情と別れを表現する。列席者の多くは、尾張の実質的支配者であった信秀の後継者として信長は不適と見なし、特に本家筋の彦五郎信友はかねて肩入れしている弟・勘十郎信行に跡目を継がせようと画策する。そして信長を諫めるため、平手が自害する。信長が新たに当主となった城では足軽の募兵が行われ、かつて課題を与えた木下藤吉郎が課題の品（銃弾をも防ぐ甲冑）を持ち現れ一悶着を起こすが、欠員の出ていた草履取りとして召し抱えられる。
正徳寺での会見で斎藤道三の信頼を得た信長は、一気に清洲城を落とし、信友を倒す。その乱戦の中、信行も命を落とす。
尾張をほぼ統一した信長を見込んだ道三は、美濃一国を実子の義龍ではなく、信長に譲り渡す「美濃譲り渡し状」を書く。これに憤った義龍は大軍を率いて父親に反旗を翻し、信長は義父・道三に援軍を出そうとする。これを知った道三は、婿とその兵を危険に晒さないように、おこよに美濃譲り渡し状を届けさせ、自らは槍を振るって奮戦した末に討死をする。
その頃、藤吉郎は草履撮りからお台所奉行に出世していた。後に妻とする寧々から、野菜や魚が最近値上がりしており、「駿河に持って行けばさらに高く売れる」と噂されていることを聞く。今川義元が上洛に向けて兵糧を準備しているのではないかと察した藤吉郎は、犬千代とともに駿府城下に潜入し、義元が大軍を集結させていることを知る。犬千代は信長に報告するために清洲城に戻り、藤吉郎はさらに情報を得ようと姿を晦ます。城中では、今川を籠城で迎え撃つか、野戦を挑むか家臣の意見が分かれるが、信長はどちらも真剣に取り合おうとしない。一方で今川軍の先鋒には、かつて織田家へ人質となっていたため、信長に対して好意を持っていると疑われた松平元康が指名された。信長との旧縁と、今川客将としての立場は別と割り切った元康は、織田方の丸根砦と鷲津砦を攻め落とす。
その一報を聞いた信長は突如として出撃する。虚を突かれた多数の家臣たちの支度を待たず馬で駆け出し、軍を熱田神宮に集結させて必勝祈願を行う。信長は「織田軍は砦での籠城戦を準備している」という偽装を指示し、一部家臣と住民が今川軍を歓待する工作が行われる。今川軍の荷駄隊足軽に紛れ込んでいた藤吉郎は勇み足で正体がバレて逃げ出し、織田軍の斥候に助けられる。藤吉郎の情報により、今川軍が雨の中、桶狭間で休息していることを知った信長は義元の本陣に奇襲をかけ、義元の首を挙げる。藤吉郎はこの功により士分に取り立てられ、寧々と結婚する。
その後、松平元康は徳川家康と改名して三河に復帰し、信長と同盟を結ぶ。東への憂いが無くなった信長は美濃攻めに全力を傾ける。義龍亡き後の美濃を、藤吉郎の機転で築いた墨俣の一夜城を足掛かりに攻略。稲葉山城を岐阜城と改名し、本拠を移す。美濃を手に入れた信長に、おこよはルイス・フロイス、そして以前おこよの配下であったが今は足利義昭に仕える明智光秀を引き合わせる。また南蛮渡来の地球儀を贈られ、日本の小ささと世界の大きさとを痛感し、天下統一と世界に伍する国づくりを決意する。
急速に台頭する信長を、越前の戦国大名・朝倉義景は苦々しく見ていた。義景は、亡命してきた足利義昭を庇護しつつ、上杉謙信の脅威を理由に上洛はしようとしなかった。その一方で、北近江の領主である浅井家と共闘して、織田家の拡大に備えようとしていた。当時、浅井家は久政から長政に代変わりしていた。その長政の器量を見込んだ信長は、妹・市姫を嫁がせ、浅井・朝倉の分断と織田・浅井の連携を図る。この機に乗じて義昭は越前を脱出し、明智光秀を仲介役に信長の居る岐阜に身を寄せる。上洛の大義名分が整った信長は義昭を奉じて上洛の途につく。いよいよ京に入った信長は、朝廷や都の整備のために財を惜しげなく提供し、兵の蛮行を禁じた。このため、正親町天皇や公家衆、京の町人からの歓迎を受ける。そして藤吉郎を京都の奉行職につけ、善政を布こうとする。
信長は従わない朝倉義景を倒すべく越前に攻め入るが、朝倉の本拠・一乗谷の手前まで進んだところで、信長は浅井長政の裏切りを知る。殿（しんがり）をつとめた藤吉郎の活躍もあり、矢傷を負いながらも京に逃げ帰り、浅井討伐軍を起こす。織田軍の総大将を命じられた藤吉郎は浅井の本拠・小谷城を攻め落とす。落城の間際、お市の方が3人の姫とともに逃れ、後に柴田勝家に再嫁する。
そして豪華絢爛な安土城が完成する。信長は安土城に藤吉郎を呼び出し、京での度重なる浮気に対する寧々からの訴えを取り上げて叱る。続く正月の宴席には信長とその子らと、光秀、藤吉郎、家康が勢揃い。また、おこよが多くの珍品や土産話を抱えて海外から帰国し、安土城の落成を言祝ぐ。天下統一、そして海外への壮大な夢を抱き、信長は進んでいく。

## キャスト
※エンディングクレジット表記順。
- 渡辺謙 - 織田信長
- 名取裕子 - お濃
- 真田広之：徳川家康
- かたせ梨乃 - 寧々
- 藤真利子 - お松
- 黒崎輝 - 羽柴秀吉
- 美木良介 - 前田利家
- 坂上忍 - 織田信行
- 成瀬正孝 - 柴田勝家
- 加納みゆき - お市
- 野村真美 - 阿茶
- 藤奈津子 -
- 伊藤智恵理 - お市（幼少期）
- 辰巳琢郎 - 服部小平太
- 真矢武 -
- 円谷浩 - 佐々隼人正
- 松原一馬 -
- 綿引勝彦 - 林佐渡
- 高岡健二 - 林美作
- 伊吹剛 - 池田勝三郎
- 赤塚真人 - 佐々孫介
- 大橋吾郎 - 足利義昭
- 森川正太 -
- 宮内洋 - 長井隼人
- 真夏竜吾 -
- 金田明夫 - 斎藤義龍
- 品川隆二 - 遠藤喜右衛門
- 西沢利明 - 細川藤孝
- ユベール -
- 大前均 -
- 加藤純平 -
- きくち英一 -
- 高橋仁 -
- 茂山真吾 -
- 丸平峯子 -
- 唐沢民賢 -
- 野口貴史 -
- 中村錦司 -
- 有川正治 - 朝比奈泰能
- 丘路千 -
- 五十嵐義弘 -
- 白川浩二郎 -
- 川浪公次郎 -
- 高並功 -
- 甲斐道夫 -
- 稲田龍雄 -
- 関根大学 -
- 崎津隆介 -
- 西村陽一 -
- 篠田三郎 - 明智光秀
- 松方弘樹 - 斎藤道三
- 若山富三郎 - 平手政秀
- 根津甚八 - 浅井長政
- 仁科幸子 -
- 藤谷早希子 -
- 高梨亜矢 -
- 松木よしの -
- 藤沢ふゆき -
- 山本咲子 -
- 武田京子 -
- 久米朗子 -
- 首藤真沙保 -
- 加藤友佳理 -
- 林英世 -
- 木村緑子 -
- 池田智美 -
- 鈴川法子 -
- 太田和余 -
- 西島瞳 -
- 木谷邦臣 -
- タンクロー -
- 浜田隆広 -
- 内藤康夫 -
- 藤長照夫 -
- 小坂和之 -
- 山田良樹 -
- 疋田泰盛 -
- 玉生賢司 -
- 宮路佳具 -
- 高石太 -
- 門田裕 -
- 多々納実 -
- 司裕介 -
- 笹木俊志 -
- 木下道博 -
- 波多野博 -
- 壬生新太郎 -
- 谷口公浩 -
- 及川潤 -
- 貫名道永 -
- 山下和哉 -
- 鈴木瑞穂 - 織田信友
- 織本順吉 - 浅野又右衛門
- 佐川満男 - 今川義元
- ケーシー高峰 - 公家
- 二宮さよ子 - 各務野
- 南田洋子 - お市の侍女
- 丹波哲郎 - 浅井久政
- 長門裕之 - 堀田道空
- 中条きよし - 朝倉義景
- 司葉子 - 戸田御前
- 千葉真一 - 織田信秀
- 十朱幸代 - こよ
- ナレーター - 緒形拳

## スタッフ
※エンディングクレジット表記順。
- 制作 - 日下部五朗
- 企画 - 佐伯明・清水敬三
- プロデューサー - 中山正久・浜井誠 (TBS)
- 原作・脚本 - 高田宏治
- 撮影 - 津田宗之・堀正通・北村武士
- 美術 - 井川徳道・秋好泰海
- 照明 - 金子凱美・吉井和夫・沢田敏夫・花村浩・吉川昌輝
- 録音 - 栗山日出登・佐俣マイク・四方裕之
- 整音 - 伊藤宏一
- 音響効果 - 竹本洋一・和田秀明
- VTR編集 - 高見正和
- 記録 - 中野保子
- 助監督 - 藤原敏之・林稔充・苫米地祥宏
- 装置 - 和田順吉・松尾清
- 装飾 - 籠尾和人・三木雅彦・石村嘉宏
- 背景 - 西村三郎
- コスチュームデザイン - 西田真
- 衣裳 - 森護・片山郁江・古賀博隆
- 美粧 - 久斗敏厚・長友初生
- 結髪 - 福本るみ・小林直美
- 擬斗 - 谷明憲
- 演技事務 - 寺内文夫
- スチール - 酒井俊彦・北脇克己
- 進行 - 尾崎隆夫
- 音楽 - 佐藤勝
- 主題歌 -「“NO NAME HEROES”」HOUND DOG
- 能指導及び出演 - 茂山千五郎
- 進行主任 - 長岡功
- 衣装協力 - 丸八株式会社
- 甲冑協力 - 西宝土地開発株式会社
- 撮影協力 - 安土町・国宝彦根城・山王総本宮 日吉神社（大津市）・丹波篠山町
- 小道具 - 高津商会
- かつら - 山崎かつら
- 騎馬 - 岸本乗馬センター
- 特技 - JAC
- 現像 - IMAGICA
- 監督 - 中島貞夫
- 製作 - 東映 / TBS

## 備考
※本作の本放送日は日曜日で、当時はNHK大河ドラマ（毎週日曜20時開始）も正月から放映していたため、89年度大河ドラマ『春日局』初回との「正面対決」となった。
※先述通り、本作で「本能寺の変」は直接描かれていないが、『春日局』主人公のおふく（後の春日局）の父は明智光秀の重臣・斎藤利三であり、本作の本放送中の『春日局』初回で「本能寺の変」が描かれている（信長が登場する8作目の大河ドラマとなった）。
※約2か月後にシリーズ次作『坂本龍馬』が放送され、翌年正月作品は『源義経』となったため、シリーズ開始以来3作続いた戦国時代作品は本作で一区切りとなった。　
※本作の監督・中島は次作『坂本龍馬』で共同脚本・監督をつとめた他、91年以降再び制作された本シリーズの戦国時代作品の監督もつとめることになる。

## 再放送
BS-TBSで12:00 - 16:55の枠で、2014年12月7日と2019年5月19日に再放送された。